# Signar á Brúnni
Signar á Brúnni (geb. als Signar Hansen; * 10. Februar 1945 in Fuglafjørður) ist ein ehemaliger färöischer Lehrer und Politiker des linksrepublikanischen Tjóðveldi. Er war Parlamentsabgeordneter im Løgting, Minister sowie Ministerpräsident in mehreren färöischen Landesregierungen. Bis Mitte der 1990er Jahre hieß er Signar Hansen. Nach Änderung der Gesetzeslage bezüglich färöischer Namen änderte er diesen und heißt seitdem Signar á Brúnni.

## Beruf
Signar á Brúnni beendete 1969 seine Ausbildung am färöischen Lehrerseminar (Føroya Læraraskúli) und arbeitete im Anschluss als Lehrer von 1969 bis 1973 in Strendur und ab 1973 in seinem Heimatort Fuglafjørður. Später arbeitete er darüber hinaus noch an Schulen in Leirvík sowie Eiði und war Schulleiter in Vestmanna und Klaksvík. In den Zeiten als Minister war er beurlaubt.

## Politik
Signar á Brúnni wurde 1970 erstmals als Abgeordneter für den Tjóðveldisflokkurin ins färöische Parlament (Løgting) gewählt und saß dort ununterbrochen bis 1980. Im Jahr 1984 konnte er ins Parlament zurückkehren und verblieb dort bis 2002, lediglich unterbrochen durch seine Ministerzeiten in der Landesregierung. Von 1986 bis 1989 hatte er den Vorsitz im Løgting inne. 
Signar á Brúnni saß darüber hinaus als Minister über einen Zeitraum von 13 Jahren mit Unterbrechungen in mehreren Landesregierungen. Unter dem Namen Signar Hansen war er von Januar bis Juni 1989 in der Landesregierung Jógvan Sundstein I stellvertretender Ministerpräsident und Minister für Energie, Bildung und Umwelt. Von Juni 1989 bis Januar 1991 war er stellvertretender Ministerpräsident sowie Minister für Bildung, Kultur und Umwelt in der Landesregierung Jógvan Sundstein II und in der Landesregierung Marita Petersen von 1993 bis 1994 Minister für Umwelt, Energie und Kommunales. Als Signar á Brúnni war er schließlich von 1998 bis 2002 in der Landesregierung Anfinn Kallsberg I Minister für Unterricht und Kultur.

## Familie
Die Eltern von Signar á Brúnni sind Sigga (geb. Poulsen) und Jógvan Hansen aus Fuglafjørður. Er wuchs auf bei Kristianna und Hans David Hansen in Fuglafjørður. Signar ist verheiratet mit Gunnvør (geb. Skipanes) aus Skipanes.